# Centro Cultural Estación Provincial
El Centro Cultural Estación Provincial fundado por los vecinos en 1988 está ubicado en la ciudad de La Plata, capital de la Provincia de Buenos Aires, Argentina. Más precisamente en las calles 71 y 17, en el barrio Meridiano V.
Este centro cultural ofrece actividades tales como talleres, cine, música, cursos, exposiciones y teatro. Este centro cultural es uno de los sitios turísticos de la ciudad por las características de la edificación, su historia y su presente de gran importancia cultural en la zona. Además pertenece al Circuito Cultural Meridiano V.

## Historia

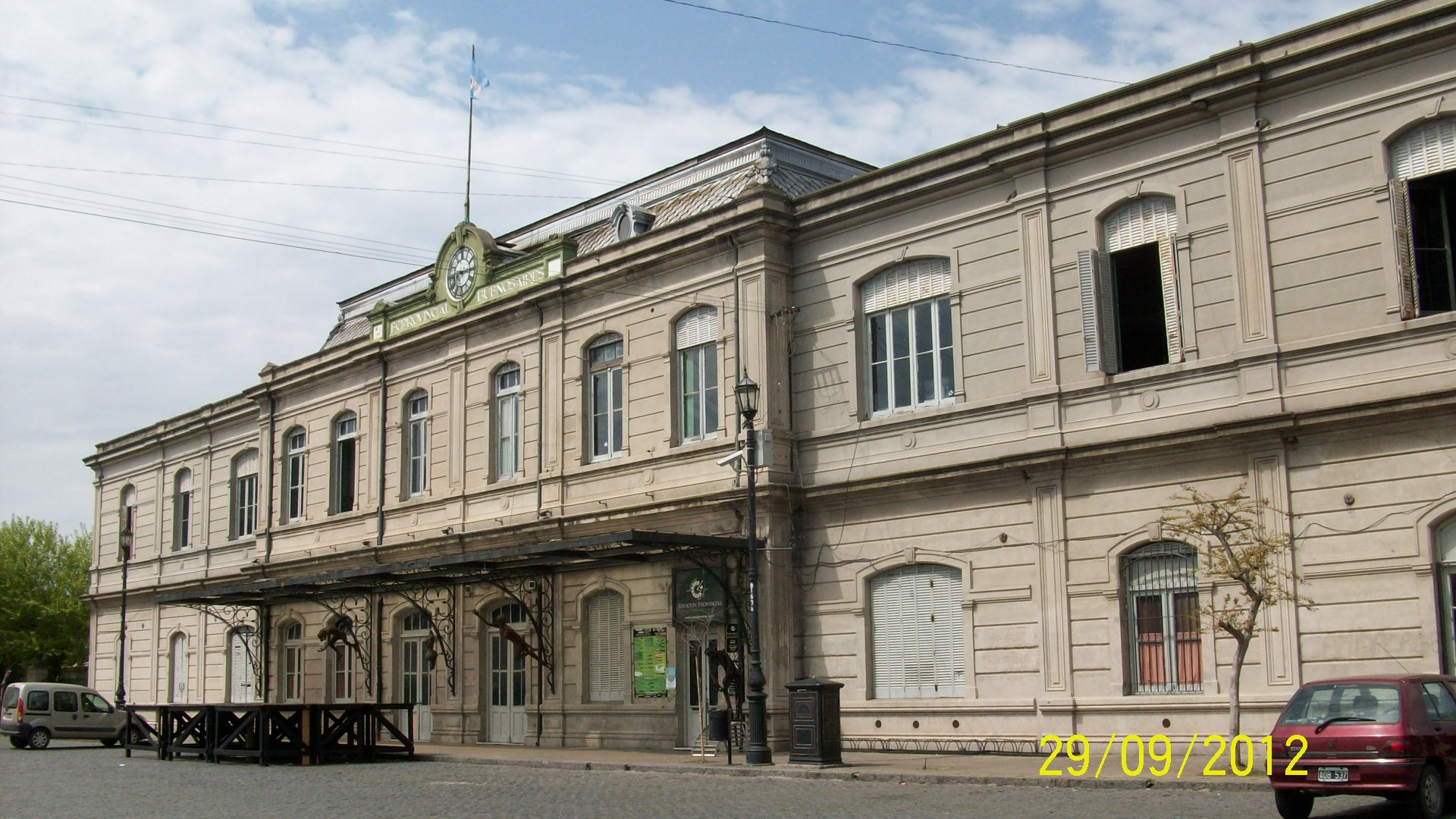
Fachada principal.

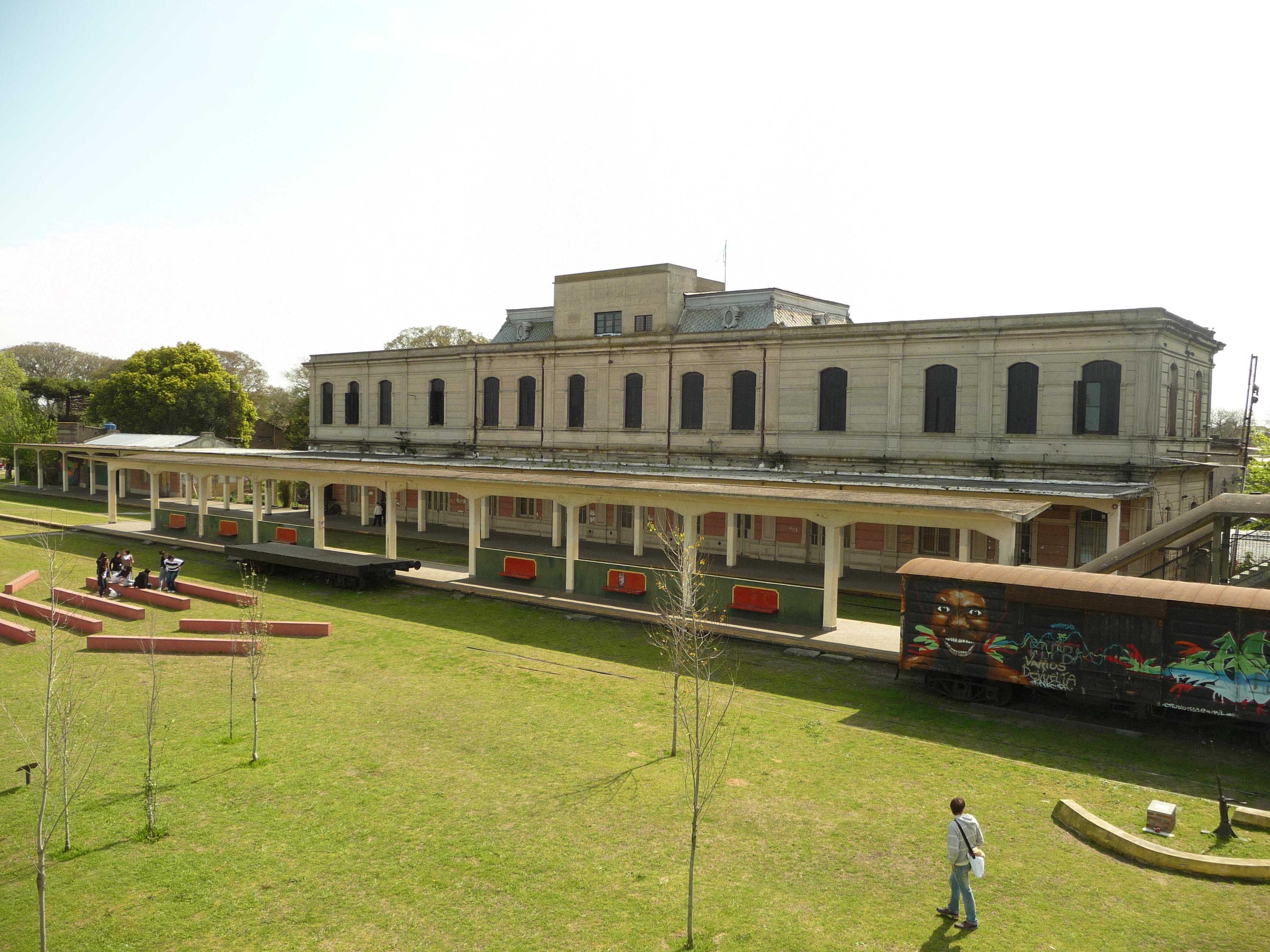
Vista del andén.

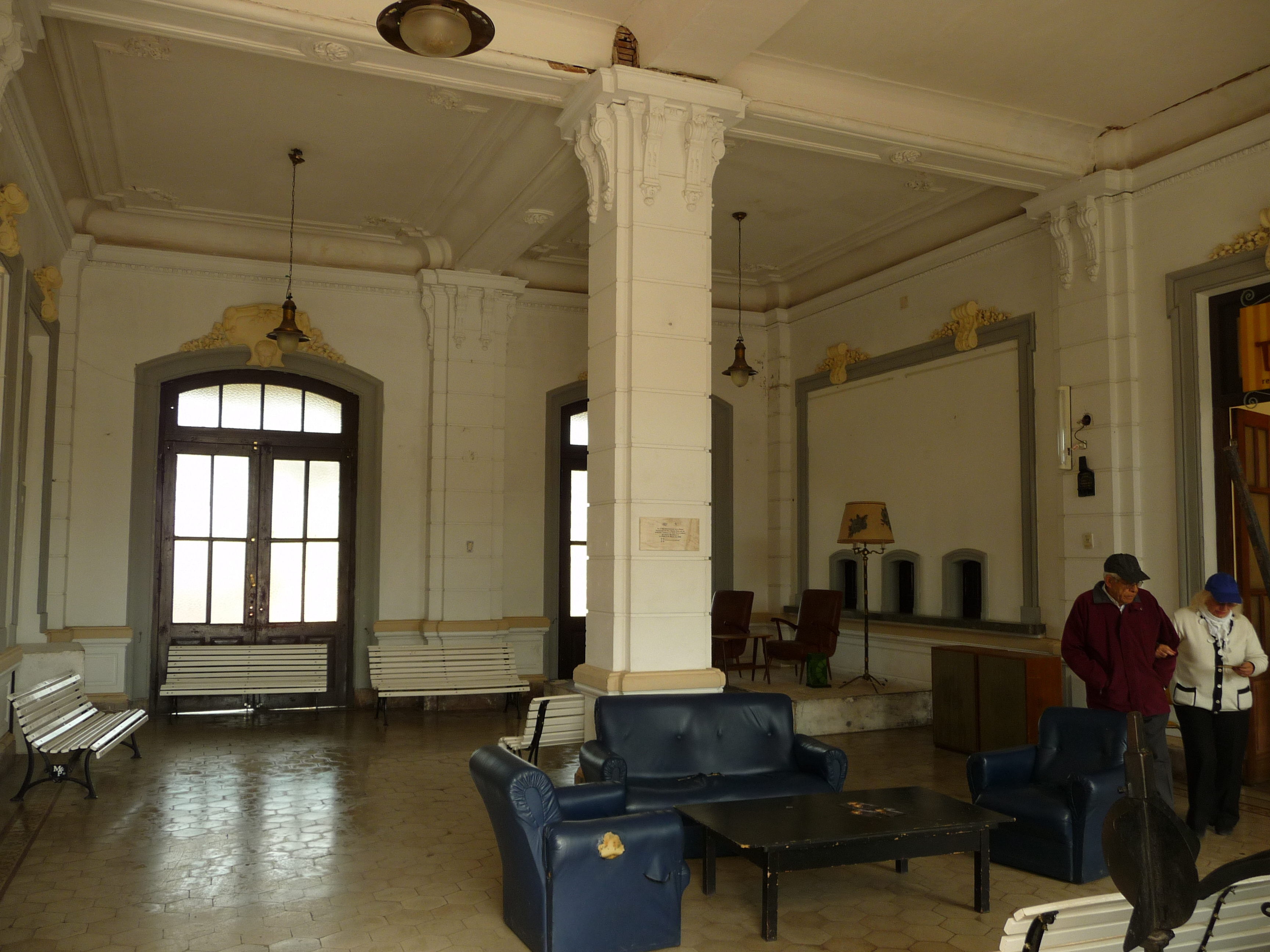
Ex sala de pasajeros

La Estación Provincial, que se inauguró el 27 de abril de 1910, fue construida por el ingeniero Enrique Dengremont, con una arquitectura sencilla, de rasgos clásicos de origen francés. El tren al Meridiano V (meridiano que separa el límite provincial con La Pampa) terminó por darle nombre al barrio emplazado en las inmediaciones de la estación.
El crecimiento del Ferrocarril Provincial fue un impulso para el desarrollo comercial de esa zona de la ciudad.
En 1961 se interrumpió el ramal que transportaba pasajeros por el denominado Plan Larkin, en 1977 pasó el último tren y la estación permaneció cerrada durante una década.
En 1987, un grupo de vecinos del barrio Meridiano V y de una asociación vecinal local comenzaron a trabajar en la recuperación del edificio abandonado, y en 1988 lo convirtieron en un centro cultural. Este hito constituyó el puntapié inicial para la constitución de un nuevo polo cultural en la ciudad de La Plata, que con el transcurrir de los años se concretó como el Circuito Cultural Meridiano V.

## Circuito Cultural Meridiano V
El Circuito Cultural Meridiano V es un conjunto de centros culturales, ferias, teatros, bares y talleres del barrio Meridiano V. 
Además del Centro Cultural Estación Provincial, el circuito es integrado por:
|  | - Centro Cultural Viejo Almacén El Obrero - Bar Imperio - Mirapampa - Ciudad Vieja - Okupas del Andén - Séptido - Grupo La Grieta - Grupo El Faldón - Edgardo Restaurant - Feria en la Esquina - Hostel Ocampos - Bar de barrio - Plagas Bar - K-pocha - La Rotisserie - Espacio Suma |  | - Quinto Meridiano de las Artes, feria. - Taller artístico “Nehuen” - Cuerda de Candombe “La Minga” - Expendio cultural “El Provincial” - Taller de cerámica “Cielo de tierra” - Salón de Unión Ferroviaria - Taller de percusión “ “Casa Cambá” - Escuela de Básquet “C. F.B. Meridiano V” - Biblioteca Popular “E. Gonino” - Atelier de Fileteado “Coqui” - Beat64 Studio - Escuela 58 - Cooperativa “17 de octubre” Escuela de oficios - El quinto Meridiano de las artes - Paseo de diseño y artesanías |